# Kadaka (Haapsalu)
Koordinaten: 58° 57′ N, 23° 39′ O
Kadaka ist ein Dorf (estnisch küla) in der Stadtgemeinde Haapsalu (bis 2017: Landgemeinde Ridala) im Kreis Lääne in Estland.

## Einwohnerschaft und Lage
Der Ort hat vier Einwohner (Stand 31. Dezember 2011). Der Ort liegt fünf Kilometer östlich der Kernstadt Haapsalu.
Westlich des Dorfkerns liegt der Haltepunkt Ridala an der Bahnstrecke zwischen Haapsalu und Keila. Er wurde 2004 stillgelegt. Das niedrige Bahnhofsgebäude aus Holz wurde an der Wende vom 19. zum 20. Jahrhundert errichtet.